# Humber Light Reconnaissance Car
A Humber Light Reconnaissance Car, más ismert nevén Humberette vagy Ironside egy brit gyártmányú páncélgépkocsi volt, melyet a második világháború alatt gyártottak.
Gyártását a Rootes Group végezte, a páncélgépkocsi egy négykerékhajtású Humber Heavy Utility gépjármű alvázán alapult. Ellátták egy No. 19 típusú rádióberendezéssel is. 1940-től 1943-ig több, mint 3600 darabot gyártottak.
A járművet a gyalogság felderítő ezredei és a RAF Regiment használta Tunéziában, Olaszországban és a nyugati fronton. A háború után néhány jármű hadrendben maradt az indiai és távol keleti brit egységek soraiban. Az LRC-t széles körben használta a Reconnaissance Corps, illetve használta az 1. csehszlovák önálló páncélozott dandár felderítő százada.
Három darab Mk I-est módosítottak a brit királyi család és a miniszterek számára, ezen járművek a Special Ironside Saloons nevet viselték.

## Változatok

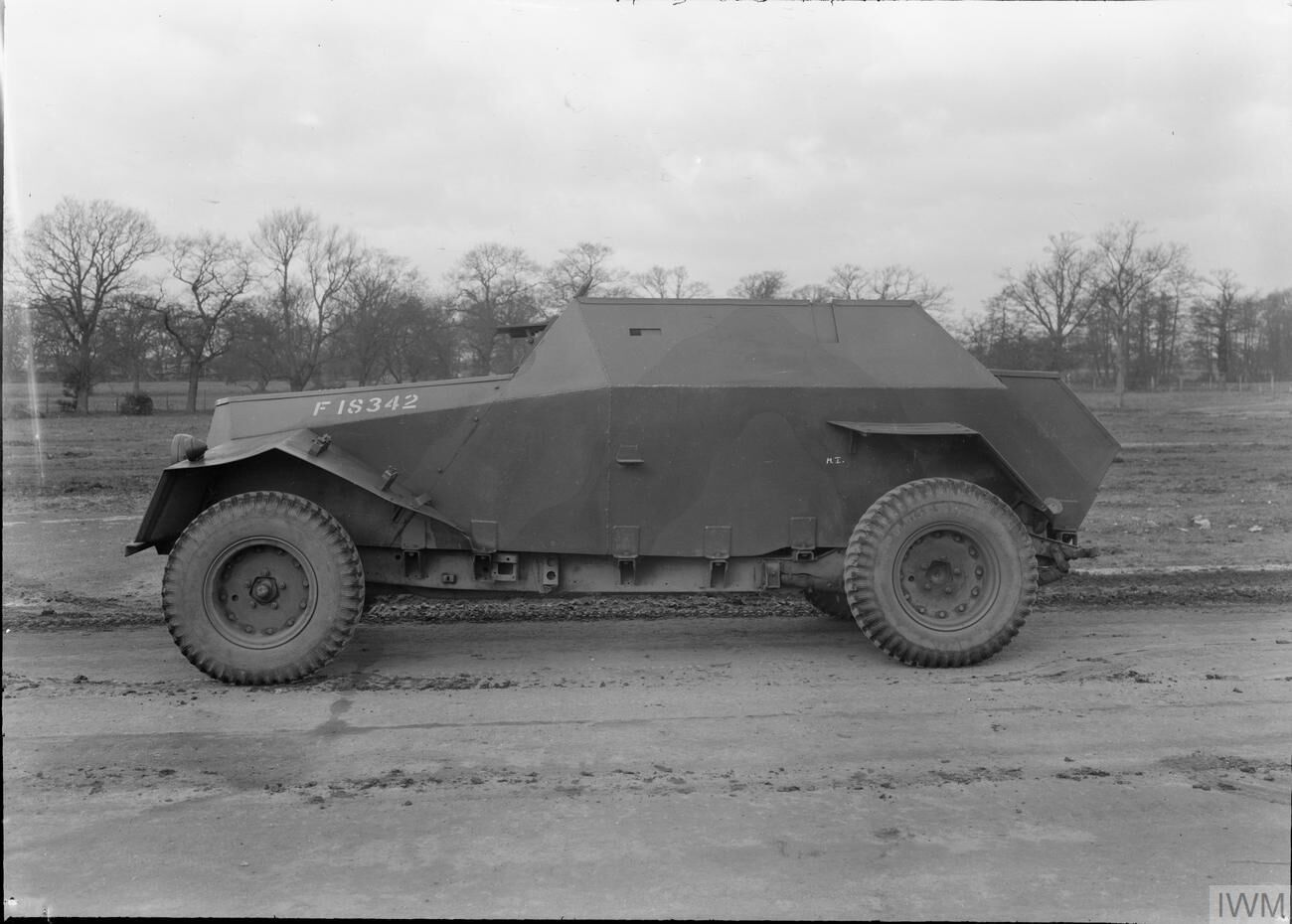
Mk I.

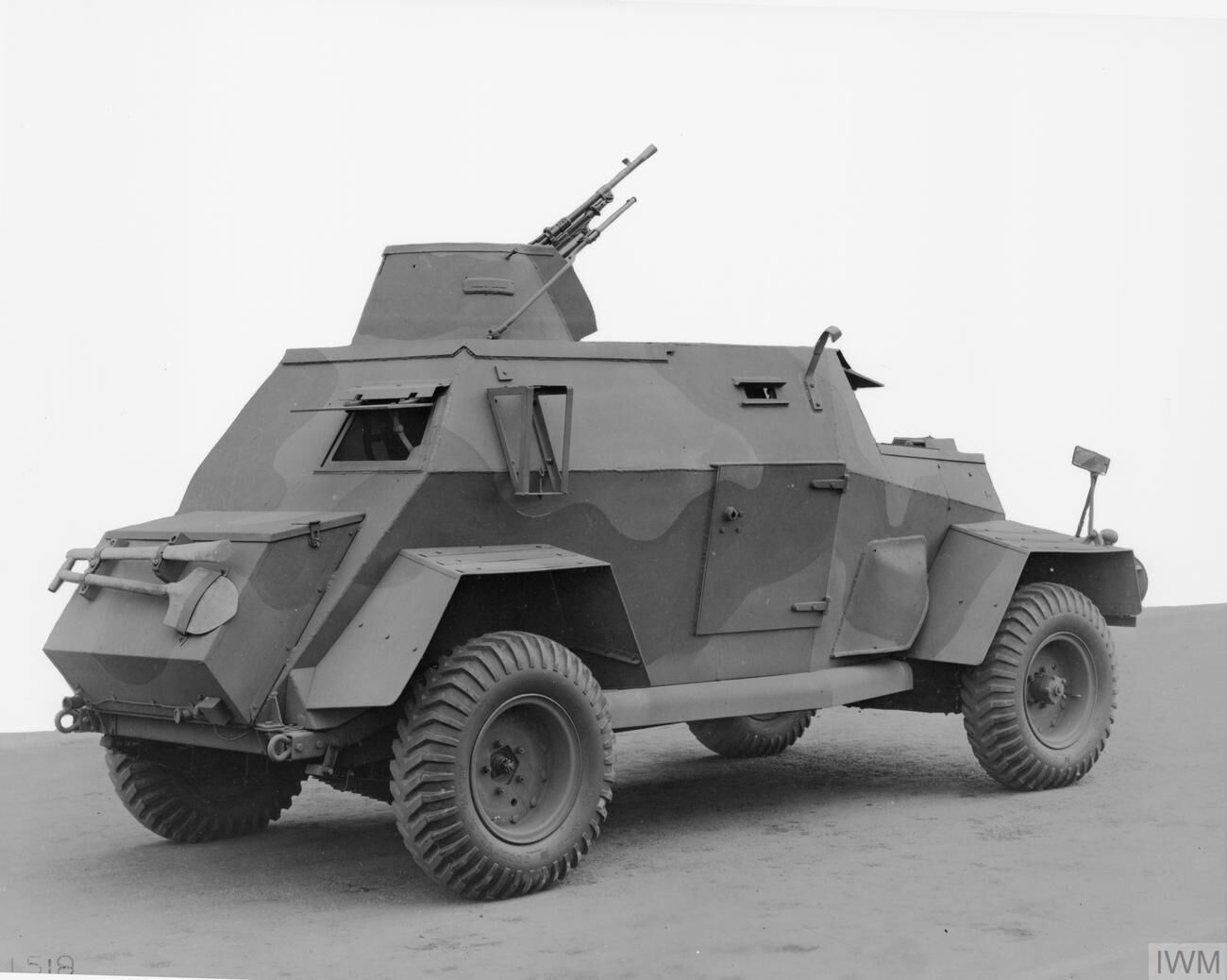
Mk III.

- Mk I – eredeti változat nyitott tetővel és kétkerék meghajtással. Fegyverzete egy Boys-páncéltörő puska és egy Bren könnyű géppuska volt. Kevés darabszámban gyártották.
- Mk II – zárt tetővel készült változat, melyre egy tornyot építettek a géppuska befogadására, a kétkerék meghajtása megmaradt. A Boys-páncéltörő puskát a páncéltest elejében helyezték el.
- Mk III (1941) – külsőre hasonlít az Mk II-höz, de már összkerék meghajtású. Gyártását az 1941-es év végén kezdték.
- Mk IIIA (1943) – további egy kémlelőnyílással látták el a páncéltest elején.

## Túlélő járművek
Néhány jármű napjainkban is megtekinthető egyes múzeumokban:
- Amersfoort, Holland Lovassági Múzeum
- Brüsszel, Királyi Katonai Múzeum
- London, Royal Air Force Museum
- Overloon, National War and Resistance Museum
- Trimulgherry, Military College of EME

## Fordítás
- Ez a szócikk részben vagy egészben  a   Humber Light Reconnaissance Car című angol Wikipédia-szócikk ezen változatának fordításán alapul.  Az eredeti cikk szerkesztőit annak laptörténete sorolja fel. Ez a jelzés csupán a megfogalmazás eredetét és a szerzői jogokat jelzi, nem szolgál a cikkben szereplő információk forrásmegjelöléseként.